# مارغريت جوردن باترسون
مارغريت جوردن باترسون (بالإنجليزية: Margaret Jordan Patterson)‏ هي رسامة أمريكية، ولدت في 1867، وتوفيت في 1950 في بوسطن في الولايات المتحدة.